# Рупрехт фон Пфалц-Велденц
Рупрехт фон Пфалц-Велденц (на немски: Ruprecht von Pfalz-Veldenz; * 1506, Цвайбрюкен; † 28 юли 1544, замък Грефенщайн при Мерцалбен) от фамилията Вителсбахи, е граф на Велденц (1543 – 1544) и основател на Велденцката линия на Дом Пфалц-Цвайбрюкен.

## Живот
Рупрехт е по-малък син на пфалцграф и херцог Александер фон Пфалц-Цвайбрюкен (1462 – 1514) и съпругата му графиня Маргарета фон Хоенлое-Нойенщайн (1480 – 1522), дъщеря на граф Крафт VI фон Хоенлое-Нойенщайн († 1503) и Хелена фон Вюртемберг († 1506).
По-големият му брат Лудвиг II фон Пфалц-Цвайбрюкен наследява баща им. Рупрехт е определен за духовническа кариера. Той става домхер в Майнц, Кьолн и Страсбург. През 1529 г. се отказва от всичките си духовнически служби.
След смъртта на брат му Лудвиг той води от 1533 до 1543 г. управлението за своя малолетен племенник Волфганг фон Пфалц-Цвайбрюкен първо заедно с майката на Волфганг Елизабет фон Хесен и от 1540 г., когато тя отново се омъжва, сам. През 1543 г. се стига до разделянето на линията на княжествата Пфалц-Цвайбрюкен с Волфганг и Пфалц-Велденц, което получава Рупрехт.
През 1540 г. Рупрехт купува от пфалцграф Йохан II фон Пфалц-Зимерн господството Грефенщайн.
Рупрехт умира през 1544 г. в своя замък Грефенщайн и е погребан в църквата Александер в Цвайбрюкен.

## Фамилия
Рупрехт се жени на 28 юни 1537 г. за Урсула фон Залм-Кирбург (1515 – 1601), дъщеря на вилд- и рейнграф Йохан VII фон Залм-Кирбург, с която има децата:
- Анна (1540 – 1586)

∞ 1558 маркграф Карл II фон Баден-Дурлах (1529 – 1577)
- Георг Йохан I (1543 – 1592), граф на Велденц

∞ 1563 принцеса Анна Мария Шведска (1545 – 1610)
- Урсула (1543 – 1578)

∞ 1578 граф Вирих VI фон Даун-Фалкенщайн (1539 – 1598)